# Niccolò Roccatagliata
Niccolò Roccatagliata, connu entre 1593 et 1636, est un sculpteur italien, qui fut principalement actif à Venise.

## Biographie
Né à Gênes, Niccolò Roccatagliata est principalement connu pour son travail dans la Basilique San Giorgio Maggiore de Venise, comprenant des statuettes de saint Georges et saint Étienne datées de 1590, ainsi que trente-huit appliques ayant la forme de putti, et deux grands candélabres. En 1633, il termine un bas-relief représentant l'Allégorie de la Rédemption pour l'église San Moisè de Venise.